# Budislav (Tábori járás)
Budislav település Csehországban, a Tábori járásban. Budislav Deštná, Březina, Tučapy, Dírná, Psárov, Katov, Chotěmice és Choustník településekkel határos. Lakosainak száma 373 fő (2024. január 1.).

## Népesség
A település lakosságának változását az alábbi diagram mutatja:
| Lakosok száma | 960  | 950  | 801  | 531  | 540  | 449  | 386  | 376  | 368  | 373  |
|               | 1869 | 1890 | 1921 | 1950 | 1980 | 2001 | 2017 | 2019 | 2022 | 2024 |